# توماس اشمیت (بازیکن فوتبال)
توماس اشمیت (آلمانی: Thomas Schmit; ۲۶ آوریل ۱۸۹۵ – ۹ اوت ۱۹۴۴) بازیکن فوتبال اهل لوکزامبورگ بود.
وی همچنین در تیم ملی فوتبال لوکزامبورگ بازی کرده‌است.